# Un, deux, trois (chanson de Fredericks Goldman Jones)
Pour les articles homonymes, voir Un, deux, trois (homonymie).
 (juin 2020).
Si vous disposez d'ouvrages ou d'articles de référence ou si vous connaissez des sites web de qualité traitant du thème abordé ici, merci de compléter l'article en donnant les références utiles à sa vérifiabilité et en les liant à la section « Notes et références ».
Singles de Fredericks Goldman Jones
C'est pas d'l'amour
(1991) Tu manques
(1992)
Un, deux, trois est une chanson du groupe Fredericks Goldman Jones, sorti en 1990 dans Fredericks Goldman Jones (album), en Cassette, 45 tours, et Disque compact. Il s'agit du cinquième et avant-dernier single du groupe à être extrait de leur album éponyme sorti le 28 novembre 1990.
La chanson est sortie officiellement en 1990 et a été rééditée en 1991 en version acoustique (45T, CD et cassette). En 1992, la chanson est éditée à nouveau en version live à l'occasion de l'album live Sur scène, puis en 1995 dans l'album live Du New Morning au Zénith. En 2000, la chanson est éditée une dernière fois pour la compilation Pluriel 90/96 en CD et pour l'intégrale 1990-2000 sur 3 des 8 Disque compact présent dans le coffret. 
Le single s'est vendu à plus de 750 000 exemplaires en 1992 en France..

## Mot de Jean-Jacques Goldman
Jean-Jacques Goldman a déclaré dans le Coffret audio Fredericks - Goldman - Jones (Sony Music France, novembre 1990)
"C'est un peu l'histoire de chacun, comment tous les trois, que ce soit Carole, Michaël ou moi, un jour, on a entendu des choses à la radio qui ont changé nos vies. Un rythme un petit peu désuet, beaucoup de travail de voix et puis les Kick Horns aussi à la fin pour un travail de sections."

## Critiques
Pour Yves Bigot, cette chanson manifeste l'allégence de Goldman à la musique américaine.